# 18 Dywizja Forteczna
18 Dywizja Forteczna (ros. 18-я пулемётно-артиллерийская дивизия) – związek taktyczny sił zbrojnych Związku Radzieckiego, a następnie – Federacji Rosyjskiej. 
18 Dywizja Forteczna sformowana została na bazie 109 Imańskiego Rejonu Umocnionego 8 lipca 1946.

## Struktura organizacyjna
W 2009
| Nazwa jednostki                     | Garnizon         |
| ----------------------------------- | ---------------- |
| Dowództwo dywizji                   | Garjaczyje Kuczy |
| 46 pułk zmechanizowany              | Kunaszyr         |
| 49 pułk zmechanizowany              | Iturup           |
| 484 pułk forteczny                  | Szikotan         |
| pułk czołgów                        |                  |
| pułk artylerii                      |                  |
| pułk przeciwlotniczy                |                  |
| dywizjon artylerii przeciwpancernej |                  |
| batalion łączności,                 |                  |
| kompania saperów                    |                  |